# 蒲·世界
《蒲·世界》（英語：Play The World）香港電視廣播有限公司外遊節目，由周奕瑋、蔣家旻、陳嘉慧、姜麗文主持，於2020年8月31日至10月26日香港時間逢週一20:30至21:00於J2播出。這節目由藝人介紹外國生活文化。

## 每集內容
| 集數 | 播映     | 主題                                | 地方         | 主持   |
| 01   | 8月31日  | 日本闖蕩－ 周奕瑋高松私心推介       | 日本香川縣   | 周奕瑋 |
| 02   | 9月7日   | 日本闖蕩－ 去吧！瀨戶內藝術祭       | 日本香川縣   | 周奕瑋 |
| 03   | 9月14日  | 日本闖蕩－ 蔣家旻參與火炎の祭典     | 日本鳥取縣   | 蔣家旻 |
| 04   | 9月21日  | 日本闖蕩－ 大山隱世秘境             | 日本鳥取縣   | 蔣家旻 |
| 05   | 9月28日  | 日本闖蕩－ 陳嘉慧化身高中生遊江の島 | 日本神奈川縣 | 陳嘉慧 |
| 06   | 10月5日  | 日本闖蕩－ 水族館大發現             | 日本神奈川縣 | 陳嘉慧 |
| 07   | 10月12日 | 日本闖蕩－ 橫濱戀人聖地之旅         | 日本神奈川縣 | 陳嘉慧 |
| 08   | 10月19日 | 日本闖蕩－ 姜麗文約網友歎洋食       | 日本東京都   | 姜麗文 |
| 09   | 10月26日 | 日本闖蕩－ 挑戰銀座勁辣火鍋         | 日本東京都   | 姜麗文 |

## 外部連結
- 蒲·世界 - 主頁 - tvb.com （页面存档备份，存于）